# NGC 657
NGC 657 је расејано звездано јато у сазвежђу Касиопеја које се налази на NGC листи објеката дубоког неба.
Деклинација објекта је + 55° 52' 30" а ректасцензија 1h 43m 29,8s. Привидна величина (магнитуда) објекта NGC 657 износи 12,4. NGC 657 је још познат и под ознакама OCL 337, *Grp ?.